# Яков Неєман
Яков Неєман (івр. יעקב נאמן; 16 вересня 1939, Тель-Авів, Підмандатна Палестина — 1 січня 2017, Єрусалим, Ізраїль) — ізраїльський державний діяч, юрист і педагог. Міністр юстиції Ізраїлю (1996).

## Біографія
Народився в сім'ї Менахема та Малки Неєман. Навчався в єшиві. Проходив армійську службу в бригаді «Голані», капітан запасу. Після демобілізації в 1964 році закінчив юридичний факультет Єрусалимського університету зі ступенем бакалавра, в тому ж році отримав ступінь магістра, в 1968 р — докторську ступінь Нью-Йоркського університету.
У 1968—1970 рр. — викладач податкового права Тель-Авівського університету.
У 1971—1976 рр. — професор договірного, конституційного, корпоративного та податкового права в Бар-Іланський університеті, в 1976 р — в Каліфорнійському університеті. У 1972 році разом з партнерами (в тому числі майбутнім президентом Ізраїлю Хаїмом Герцоґом) заснував юридичну фірму «Герцоґ, Фокс і Неєман». У 1974—1977 рр. входив правління Центрального банку Ізраїлю і до Ради директорів іпотечного банку «Тфахот».
У 1979—1981 рр. — генеральний директор міністерства фінансів Ізраїлю. Одночасно з цим був членом Ради директорів компаній El Al і IAI і члена Центрального комітету Світового банку. Згодом він знову працював у своїй юридичній фірмі. З 1989 по 1990 був запрошеним професором в Новому університеті, а з 1990 по 1994 р — в Єврейському університеті в Єрусалимі. З 1990 р він був головою ради директорів університету Бар-Ілана, з 1992 р — членом ради директорів Центрального банку Ізраїлю.

## Робота в уряді
У червні 1996 року був призначений на посаду міністра юстиції в уряді Беньяміна Нетаньягу. У той же день ізраїльський журналіст Йоав Іцхак подав судовий позов проти цього призначення. На наступний день юридичний радник уряду Міхаель Бен-Яїр віддав розпорядження про поліцейську перевірку справи Нєемана. 8 серпня 1996 року поліція починає розслідування за підозрою Яакова Нєемана в лжесвідченні, в той же день він подав у відставку. У травні 1997 року суд зняв усі звинувачення з Нєемана і 9 липня того ж року він був призначений на посаду міністра фінансів Ізраїлю. Будучи послідовником жорсткої монетарної політики, він піддавався критиці з боку інших міністрів уряду. У 1998 року пішов у відставку і повернувся до адвокатської практики.
Після виборів в Кнесет 18-го скликання з 2009 по 2013 рік займав пост міністра юстиції в уряді Нетаньяху. На цій посаді провів через Кнесет законопроєкт про те, що при натуралізації неєвреї повинні давати клятву вірності Ізраїлю як демократичній і єврейській державі.